# Preajba, Teleorman
Preajba este un sat în comuna Poeni din județul Teleorman, Muntenia, România. Se află în partea de nord a județului,  în Câmpia Găvanu-Burdea. La recensământul din 2002 avea o populație de 487 locuitori.